# 汤姆·霍尔
汤姆·霍尔（Tom Hall，1964年9月2日—），出生于美国威斯康辛州，游戏设计师。
他曾经就读于威斯康辛大学麦迪逊分校，并在计算机科学专业毕业。1987年，他受雇于软盘公司，在那里他既是程序员又是软件杂志月刊的编辑。他和他的同事约翰·罗梅洛、约翰·卡马克、阿德里安·卡马克一起创立了id Software，并且作为创意指导和设计师进行工作。他曾经制作了指挥官基恩系列、德军总部3D和毁灭战士。
在和卡马克产生了制作毁灭战士的分歧之后，他离开了id，受聘于Apogee Software公司。他设计制作了Rise of the Triad,并且在毁灭公爵系列游戏的制作中做了大量的工作。
之后他和罗梅洛一起创建了离子风暴公司。但是公司原没有他们想象的那样成功的发展，随后他们创立了Monekystone公司。他进行游戏设计，罗梅洛负责编程，于2002年完成了Hyperspace Delivery Boy!。2005年，霍尔和罗梅洛被Midway公司聘请，Monkeystone公司随之倒闭。但是在不久后他又离开了，现在在奥斯丁作为独立游戏制作人工作。2005年2月，他被一个名叫Kingslste Entertainment新生公司聘请。
他也是粘鱼的创造者，那是一条很大的绿色并且有尖利牙齿的鱼，“不停的游，永远不饱”。粘鱼的形象出现在很多游戏中，比如指挥官基恩。